# ディーン・ラスク
　デイヴィッド・ディーン・ラスク（英語：David Dean Rusk、1909年2月9日 - 1994年12月20日）は、アメリカ合衆国の政治家、官僚。ジョン・F・ケネディ、リンドン・ジョンソン政権で第54代国務長官を務めた。国務長官の在任期間はコーデル・ハルに次いで歴代2位の長さである。

## 経歴
1909年2月9日にジョージア州チェロキー郡で誕生した。アトランタで高校教育を受け、1925年に卒業してからは弁護士事務所で2年間働き、大学入学資金を蓄えてノースカロライナ州のデイビッドソン大学に入学した。1931年にイギリスのオックスフォード大学のセント・ジョンズ・カレッジへローズ奨学生として留学した。そこで1学期間ドイツに留学し、ナチスの台頭を目の当たりにする。帰国後は1934年から1940年までミルズ大学（カリフォルニア州オークランド）で教鞭を執り、30歳で学部長になった。カリフォルニア大学バークレー校で法律を研究した。
　大学で予備役将校訓練過程（ROTC）を受講していたラスクは1940年に現役復帰し、陸軍大尉に任官した。1941年10月アジア太平洋地域のイギリス領に関する情報活動の責任者になった。ニューデリーに本部を置き、中国・ビルマ・インド戦線を担当するジョセフ・スティルウェル将軍下の参謀次長として活躍し、勲功章と樫葉章を受け大佐に昇進した。戦争の終結が近づくと、戦後の政治問題を検討する為に陸軍省内に設けられた部署に抜擢された。
　第2次世界大戦終戦時に日本降伏に関する「一般命令第一号」作成に関わった。この時期の1945年8月14日深夜、チャールズ・H・ボーンスティール3世大佐とラスクが、朝鮮半島北緯38度線分割案を考え、上層部に提出した 。その後アメリカ側からソ連側に提案され、38度線分割が決定された。1946年2月に国務省へ移り、1947年1月国務長官にジョージ・マーシャルが就任するのと同時に、特別政治問題局（国連局）の長となった。
　1949年に国務次官代理、1950年に極東担当国務次官補となり、朝鮮戦争に関するアメリカの決定に影響力を及ぼした。また同時期に戦後の日本海の日本領土（竹島を含む）に関して韓国にラスク書簡を発行している。1952年に東京で日米行政協定に署名。
　1950年にラスクはロックフェラー財団の理事、更に1952年には国務省を辞して理事長の職に就いた。1960年アメリカ合衆国大統領選挙でジョン・F・ケネディが勝利すると、その年の12月12日に国務長官に指名された。さらに外交問題評議会（CFR）とビルダーバーグ会議の正式メンバーにもなった。国務長官としての彼は一貫して共産主義との対抗に軍事行動をためらわないタカ派で、キューバ危機では当初即時の軍事攻撃を主張したが、程無く外交交渉へと転じている。ベトナム戦争に当たってはアメリカの行動への弁明故に、しばしば反戦主義者から攻撃の的となった。
　引退後は1970年から1984年までジョージア州アセンズのジョージア大学で国際法を教えた。

## エピソード
- キューバ危機の最中、ラスクはソ連のアンドレイ・グロムイコ外務大臣を晩餐の席に呼び、キューバに配備されているソ連のミサイルについてグロムイコを問いただした。このとき、ラスクはしこたま酒を飲んで酔っており、グロムイコが「あんな状態の彼を見たことが無い」と表現したほどであった。ラスクはグロムイコに「あなた方はミサイルに取り囲まれることに慣れているが、私達は慣れていない。どうして平静を保てようか。」と吐露したという。グロムイコはミサイルの存在を肯定も否定もしなかった。
- 1962年のある高官会議で「道義的指導力の問題は過大評価されている。私としては一歩たりとも譲歩することは無い」と述べた。
- ジョンソン政権末期の1968年11月2日夜、ニューヨークでラスクはエジプト外相マフムード・リヤード（英語版）と会談した。出口の見えないアラブ＝イスラエル紛争解決を目的として、ラスクは和平に向けた7点の提案を行った。これはホワイトハウスとの事前協議なしに、ラスクが独自に行った提案であった。エジプト側はこの和平案を拒否し、ラスクの努力は結実しなかった[4]。
- 彼が出世し、国務長官に長くとどまった理由[5]（順不同）。
  1. ローズ奨学生に選ばれた知性派。ROTC（予備役将校訓練団）8年間（極めて長い）と隊長の軍事訓練。両方を併せ持つ。
  2. ニューデリー司令部では対立する2つの勢力から信頼された。蔣介石の中国の崩壊でも、朝鮮戦争でも傷付かなかった。嫉妬渦巻くロックフェラー財団理事長としても揉め事に巻き込まれなかった。
  3. 稀に見る文章能力。ニューデリーから送る見事な電文がジョージ・リンカーン将軍の目にとまった。
  4. 何の背景も持たず、高慢だったり気位が高いところが無かった。上官に対して忠誠心にあふれ、重要問題で自分が泥をかぶることをいとわなかった（ベトナム戦争の批難を受ける役を一手に引き受けようとした）。
  5. 忍耐強さと体力。大学時代はバスケットボールとテニスの選手だった。
  6. 共産主義への恐怖が支配する時代にあって家族共々敬虔なキリスト教信者。高校では教会の青年部で、大学ではYMCAメンバーとして積極的に活躍。
  7. 家族への奉仕と愛情。国務次官補時代に子供の猩紅熱の看病と洗濯を自分1人で徹夜でやった（高官であるのに役所関係者に一切援助を求めなかった公徳心）。別の時妻の看病もした。
  8. アメリカが自国の正しさと強さを無条件に信じる時代から変わっていく中で、アメリカの素晴らしさを信じ切っていた。マクナマラ国防長官までが懐疑派になっていく中で、政策の継続性を任せられた。
  9. 軍の背景を持ち、知性派である、東南アジア外交の専門家。マッカーシズムの後に残った専門知識を持ちベトナム問題に対処できる高官は彼しかいなかった。
  10. アメリカの国家安全保障関係首脳部には、注目を浴びる個性・地位・経歴を持つマクナマラ、バンディ、ハリマン、ロッジ、ボール、テーラー、ウェストモーランドなどがいるので、黙々と仕事をするラスクが逆に浮かび上がる。特にケネディ政権で片隅に追いやられていたジョンソンとラスクには共感できるものが多かった。
  11. 重要かつ緊急な事態における冷静さがある。朝鮮戦争でアメリカが全く予期しない中国の参戦があったときにアメリカ政府はパニックに陥ったが、事態をマシュー・リッジウェイ将軍（後に陸軍元帥）と協力し鎮めた。またキューバ危機では始めは攻撃派だったが、徐々に立場を変え、ケネディ大統領に協力して和平を追求した。